# Codrii seculari pe Valea Dobrișoarei și Prisloapei
Codrii seculari pe Valea Dobrișoarei și Prisloapei alcătuiesc o arie protejată de interes național ce corespunde categoriei a IV-a IUCN (rezervație naturală, tip forestier), situată în județul Hunedoara, pe teritoriul administrativ al comunelor Bătrâna, Bunila și Cerbăl.
Rezervația cu o suprafață de 139,30 ha, conține arboret natural cu structuri pluriene, cvasivirgine, de dimensiune mare și vârstă de până la 200 de ani.